# Covasna (län)
Covasna är ett län (județ) i mellersta Rumänien med 227 389 invånare (2018). Det har 2 municipii, 3 städer och 40 kommuner.

## Municipii
- Sfântu Gheorghe
- Târgu Secuiesc

## Städer
- Covasna
- Baraolt
- Întorsura Buzăului

## Kommuner
- Aita Mare
- Arcuș
- Barcani
- Bățani
- Belin
- Bixad
- Bodoc
- Boroșneu Mare
- Brăduț
- Brateș
- Brețcu
- Catalina
- Cernat
- Chichiș
- Comandău
- Dalnic
- Dobârlău
- Estelnic
- Ghelința
- Ghidfalău
- Haghig
- Ilieni
- Lemnia
- Malnaș
- Mereni
- Micfalău
- Moacșa
- Ojdula
- Ozun
- Poian
- Reci
- Sânzieni
- Sita Buzăului
- Turia
- Vâlcele
- Valea Crișului
- Valea Mare
- Vârghiș
- Zăbala
- Zagon